# Chicago Syndicate
Chicago Syndicate — видеоигра в жанре beat ’em up, разработанная и изданная компанией Sega для Game Gear в 1995 году. Игра является спин-оффом Eternal Champions, сосредоточенным на бывшем гангстер Ларсене Тайлере.

## Сюжет
Действие игры разворачивается в 1920-е годы в альтернативной реальности из вселенной Eternal Champions. В этой вселенной Ларсен Тайлер ещё раньше узнал, что посылка, которую он должен был отправить в больницу Мистеру Таглалини, была бомбой. Он избавился от бомбы, в результате чего не погибли начальник полиции Чикаго, люди в больнице и сам Ларсен. Из-за этого поступка Мистер Таглалини считает Ларсена предателем и приказывает всем бандам в Чикаго убить его.

## Оценки
| Иноязычные издания | Иноязычные издания |
| Издание            | Оценка             |
| ------------------ | ------------------ |
| GamePro            | 2,5/5              |
| Digital Press      | 2/10               |
| Sega-16            | [ 5 ]              |

Томми Глайд из GamePro дал игре в основном отрицательный отзыв, заметив, что "медленный темп, маленькие спрайты и неудобные элементы управления делают ваш геймплей скучным и разочаровывающим. Он также критиковал отсутствие агрессивности у врагов. Хотя заметил, что графика в целом приличная, но в итоге заключил, что игра будет только для хардкорных поклонников Eternal Champions.